# Букасов, Сергей Михайлович
Сергей Михайлович Букасов (13 [25] сентября 1891, с. Нижние Пены, Курская губерния — 17 июля 1983, Ленинград) — советский ботаник, селекционер.
Доктор биологических и сельскохозяйственных наук, профессор, академик ВАСХНИЛ (1956).

## Биография
Родился 13 (25) сентября 1891 года в селе Нижние Пены (ныне — Ракитянского района Белгородской области).
В 1913 году окончил Петербургский университет.
С 1918 года работал во Всесоюзном научно-исследовательском институте растениеводства: сотрудником Бюро по прикладной ботанике (1918—1931), научным руководителем группы овощных и бахчевых культур (1931—1946), заведующим отделом клубнеплодов (1946—1974), научным консультантом (1974—1983).
По заданию своего учителя — академика Н. И. Вавилова — участвовал в экспедициях по изучению и сбору мирового фонда культурных растений, посетил Мексику, Гватемалу, Колумбию, Венесуэлу и другие страны. В Мексике были открыты центры происхождения кукурузы, фасоли, тыквенных растений, томатов, перца, хлопчатника; в Колумбии найдены новые виды культурного картофеля, ранее не известные науке. Совместно с С. В. Юзепчуком открыл и описал около 60 диких клубненосных видов и почти 20 примитивных культурных видов картофеля, издавна возделываемых жителями Латинской Америки. Один из этих видов назван «солянум Юзепчука», а другой имененм С. М. Букасова. С. М. Букасов дал подробную классификацию рода солянум (1955—1957 гг.). В соавторстве с агрономом Н. Е. Шириной он написал книгу «История картофеля» (1938 г.). Это была первая история картофеля, составленная русскими авторами. До этого наиболее полной и точной считалась «История картофеля» французского исследователя Роз, написанная в 1898 году.
Член-корреспондент Мексиканского географического общества (1925) и Мексиканской академии наук, иностранный член Линнеевского общества в Лондоне (1965).
Умер 17 июля 1983 года в Ленинграде.

## Память
Опубликовано около 200 научных трудов Букасова, в том числе более 30 книг и брошюр. Многие труды опубликованы за рубежом.

## Основные публикации
- Возделываемые растения Мексики, Гватемалы и Колумбии: (С 307 рис., фот. и карт.): Составлено по материалам экспедиции Всес. ин-та прикл. ботаники в 1925-6 г. ..; С прил. статей Н.Н. Кулешова, Н.И. Житеневой, В.И. Мацкевич и Г.М. Поповой. Л.: Ин-т растениеводства ВАСХНИЛ, 1930.
- Революция в селекции картофеля / С.М. Букасов; Всес. ин-т растениеводства Акад. с.-х. наук им. В.И. Ленина. Л.: Всес. ин-т растениеводства, 1933.
- Картофели Южной Америки и их селекционное использование: (С 55 рис. и карт. и 2 цветными табл.): По материалам экспедиций Всес. ин-та растениеводства в Центр. и Южную Америку в 1925-28 гг., обработ. Ин-том в 1928-32 гг.)... Л.: НКЗ СССР. Всес. акад. с.-х. наук им. Ленина: Всес. ин-т растениеводства, 1933.
- Букасов С. М., Шарина Н.Е. История картофеля / Д-р с.-х. и биол. наук С. М. Букасов, Н. Е. Шарина. М.: Сельхозгиз, 1938.
- Сажайте яровизированный картофель / С. Букасов, д-р с.-х. и биол. наук. Красноуфимск: Сельхозгиз, 1942.
- Используем срезки картофеля на посадку / Сост. проф. С.М. Букасов. Свердловск: Огиз-Сельхозгиз, 1942.
- Семеноводство картофеля / С. Букасов, д-р с.-х. и биол. наук; Под ред. акад. И.Г. Эйхфельда. Свердловск: Свердлгиз, 1944.
- Ранний картофель. Л.: Лениздат, 1946.
- Букасов С. М., Камераз А.Я. Селекция картофеля. М.; Л.: Сельхозгиз, 1948.
- Основы биологии картофеля / Всесоюз. о-во по распространению полит. и науч. знаний. Ленингр. отд-ние. Л.: Б. и., 1951.
- Мероприятия по увеличению производства картофеля. М.: Изд-во М-ва с. х. СССР, 1958.
- Букасов С. М., Камераз А.Я. Основы селекции картофеля. М.; Л.: Сельхозгиз, 1959.
- Букасов С. М., Камераз А.Я. Селекция и семеноводство картофеля. Л.: Колос. [Ленингр. отд-ние], 1972[6].

## Награды
- Герой Социалистического Труда (1971)[2];
- Награждён двумя орденами Ленина,(12.06.1954),(1971),орденом Трудового Красного Знамени (30.04.1966), медалями «За доблестный труд в Великой Отечественной войне 1941—1945 гг.» (1945), «За доблестный труд. В  ознаменование 100-летия со дня рождения Владимира Ильича Ленина» (1970), золотыми медалями ВСХВ и ВДНХ;
- Сталинская премия 1-й степени (1949)[2];
- Ленинская премия (27.10.1971);
- Заслуженный деятель науки РСФСР.

## Некоторые растения, описанные Букасовым
- Solanum rybinii Juz. et Bukasov
- Solanum tuberosum L. subsp. andigenum (Juz. & Bukasov) Hawkes
  - [syn.  Solanum andigenum Juz. & Bukasov]basionym[7]
- Solanum vavilovii Juz. et Bukasov
- Solanum tuberosum f. viride Bukasov et Lechn., nom. nud. Произрастает в Чили.
- Solanum tuberosum f. araucanum[8][9]
- Solanum sect. etuberosum (Juz.ex Bukasov et Kameraz.) A.Child[10]